# 国道154号

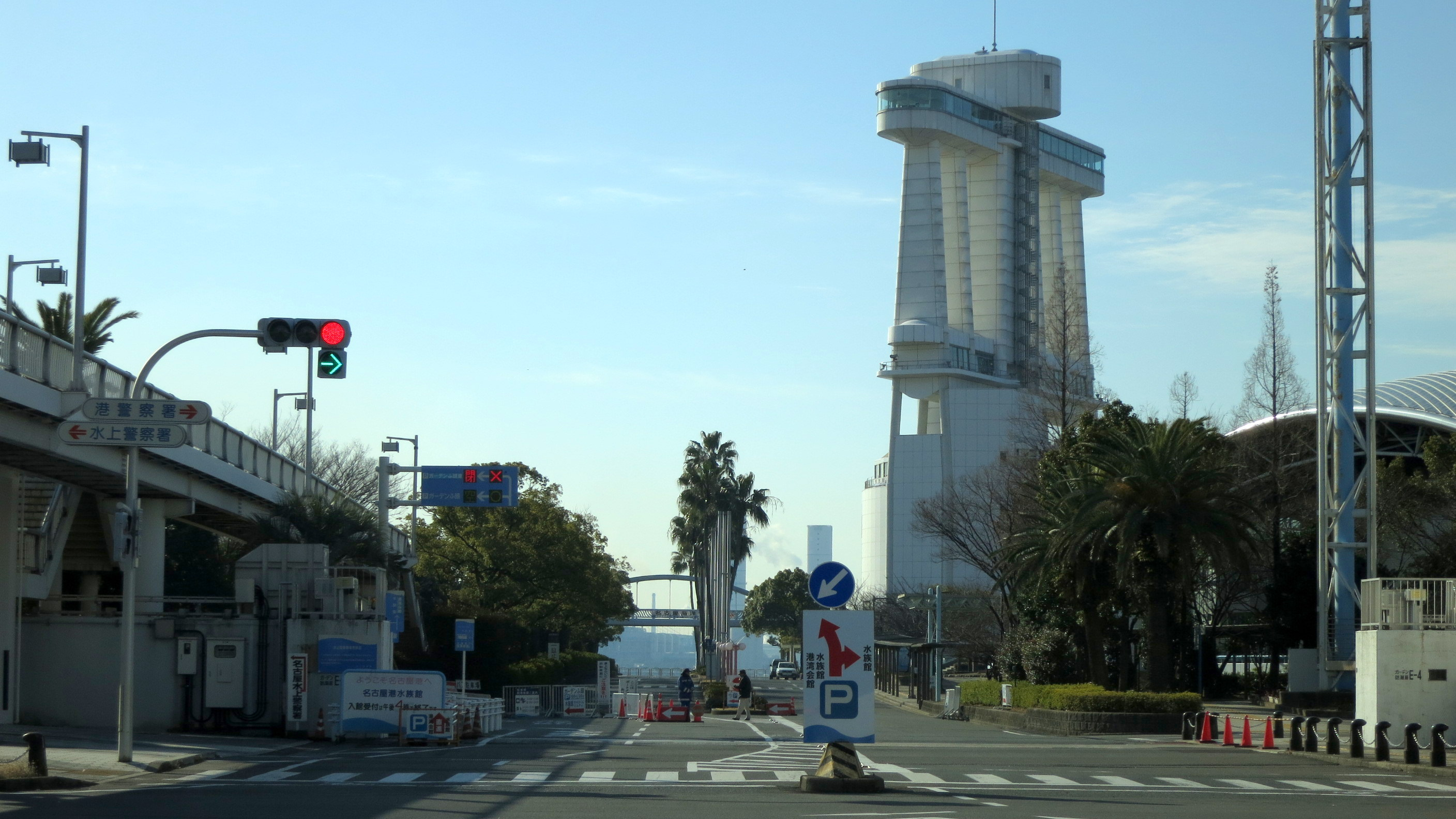
国道154号 起点
名古屋港（愛知県名古屋市港区）
ガーデン埠頭交差点

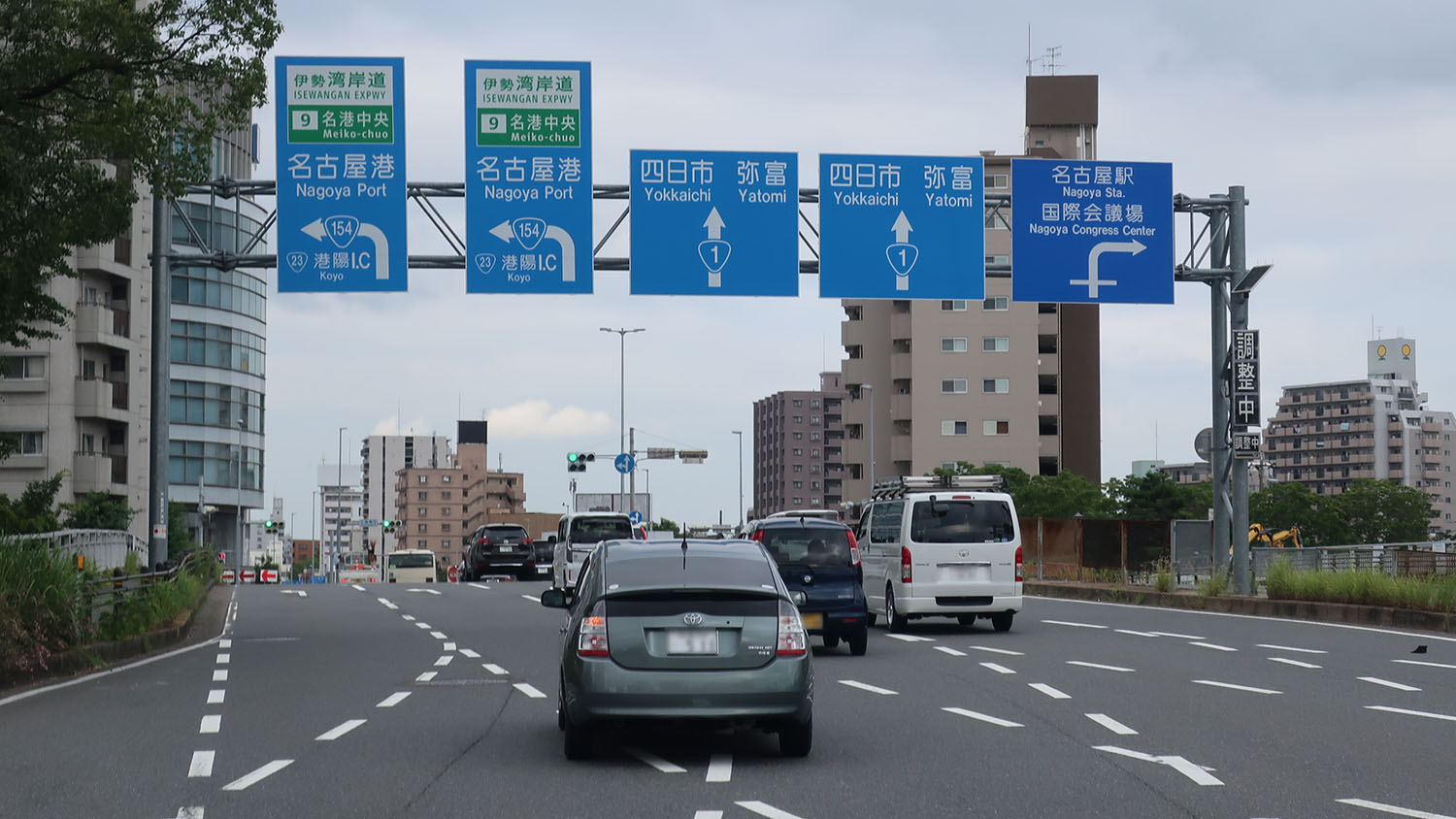
国道154号 終点
名古屋市熱田区　白鳥橋西交差点

国道154号（こくどう154ごう）は、愛知県名古屋市港区名古屋港から名古屋市熱田区に至る一般国道である。

## 概要

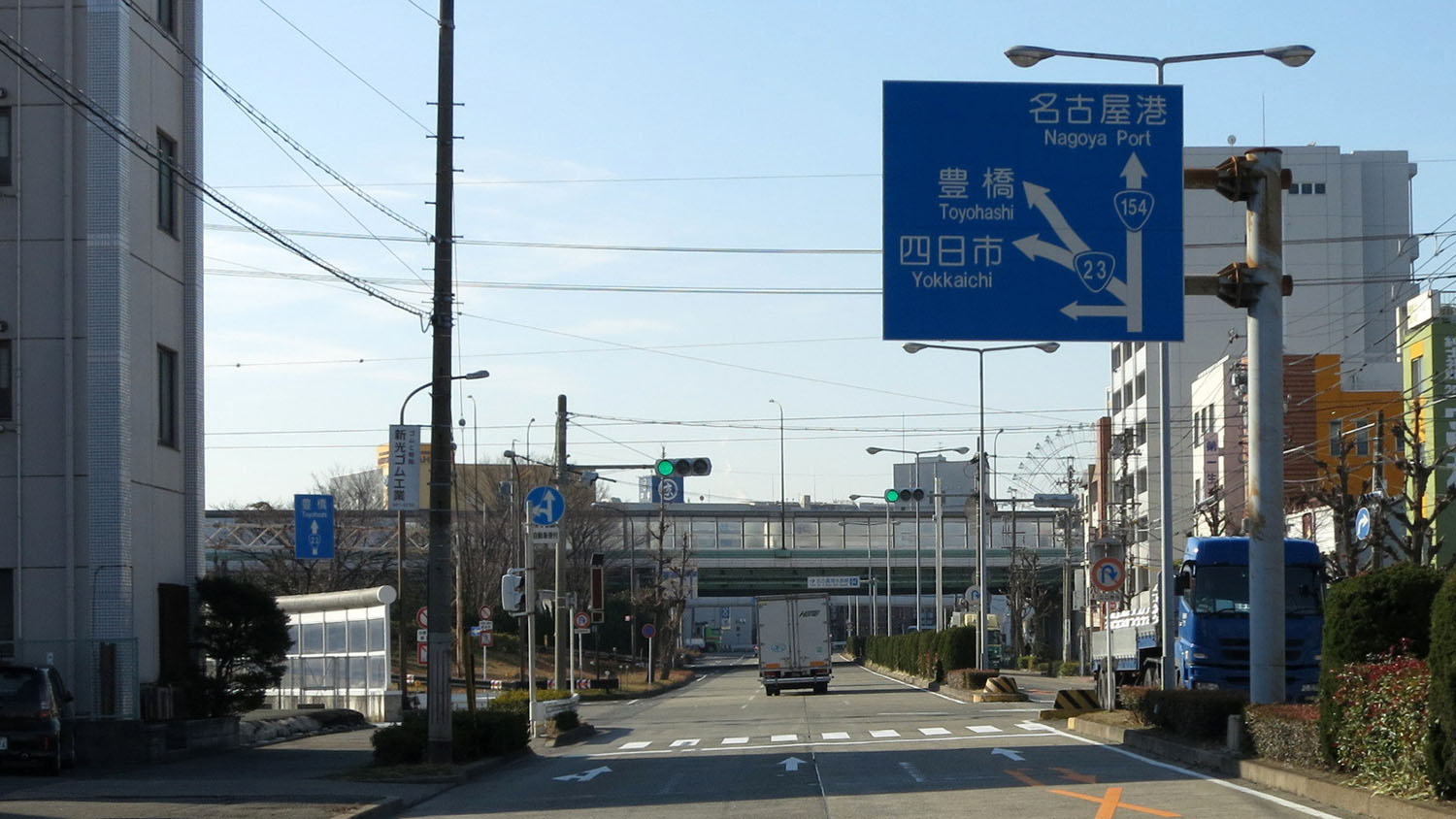
国道23号（名四国道） 港陽IC 付近
名古屋市港区港陽1丁目

国際拠点港湾である名古屋港にある名古屋市港区入船のガーデンふ頭交差点を起点に北上し、同市熱田区一番の国道1号交点（白鳥橋西交差点）とを結ぶ延長4.0 kmの一般国道の路線で、いわゆる港国道の一つである。経路の途上にある港区港陽で、国道23号（名四国道）と港陽ICで連絡する。
名古屋市の埋立地上を走る道路で、起点の名古屋港ガーデンふ頭には、名古屋港水族館や名古屋港シートレインランド、名古屋港ポートビルがあるほか、かつての南極観測船ふじが繋留されており、ガーデンふ頭へアクセスする観光道路としての性格も併せ持つ。

### 路線データ
一般国道の路線を指定する政令に基づく起終点および重要な経過地は次のとおり。
- 起点：名古屋港（名古屋市港区ガーデンふ頭交差点）
- 終点：名古屋市熱田区（白鳥橋西交差点 = 国道1号交点）
- 重要な経過地：なし
- 総延長 : 4.0 km[4][注釈 2]
- 重用延長 : なし[4][注釈 2]
- 未供用延長 : なし[4][注釈 2]
- 実延長 : 4.0 km[4][注釈 2]
  - 現道 : 4.0 km[4][注釈 2]
  - 旧道 : なし[4][注釈 2]
  - 新道 : なし[4][注釈 2]
- 指定区間：なし[5]

## 歴史
- 1953年（昭和28年）5月18日 - 二級国道154号名古屋港線（名古屋港 - 名古屋市熱田区）として指定施行[6]。
- 1965年（昭和40年）4月1日 - 道路法改正により一級・二級区分が廃止されて一般国道154号として指定施行[3]。

## 地理

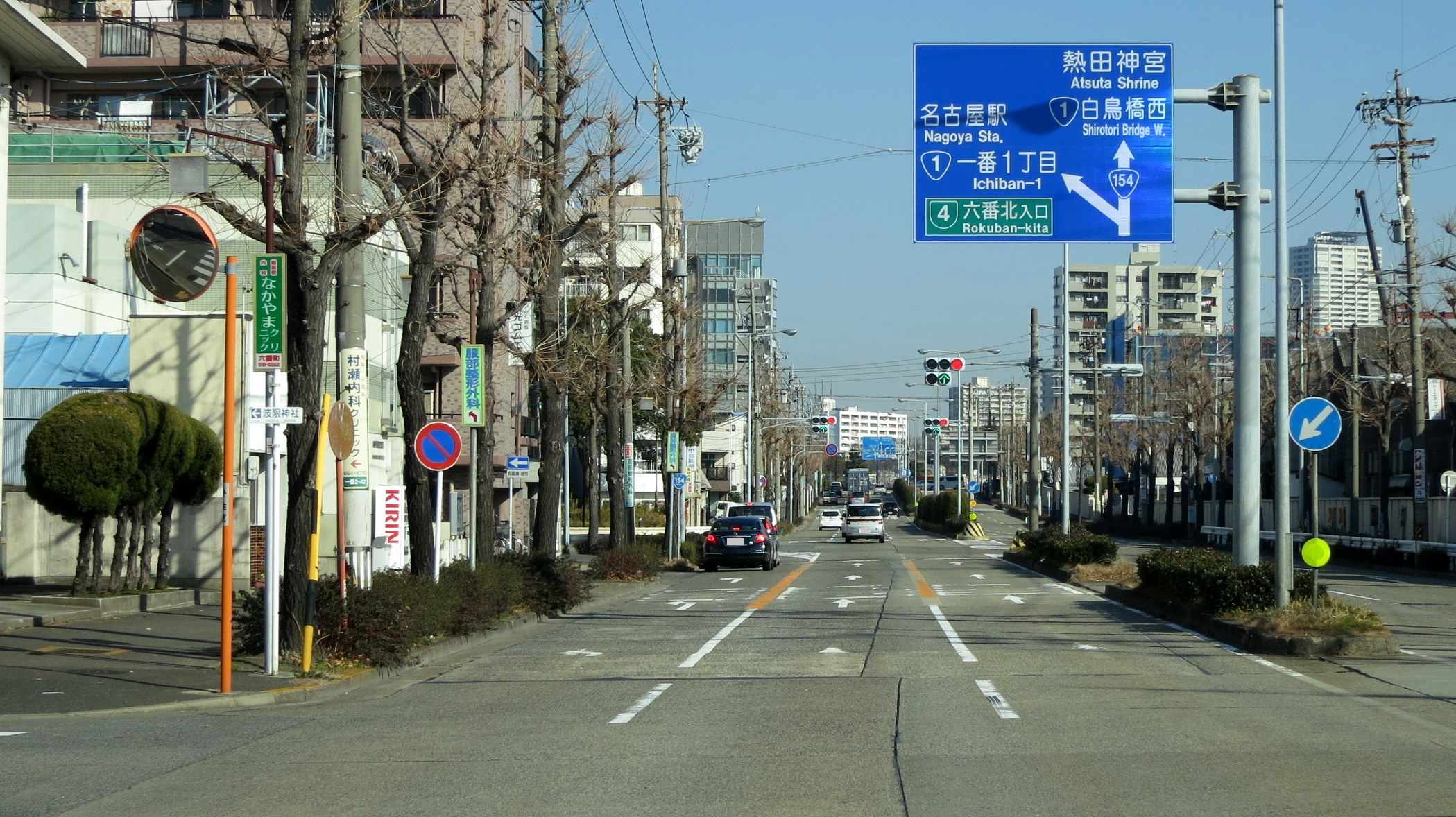
愛知県名古屋市熱田区南一番町
2013年1月

### 通過する自治体
- 愛知県
  - 名古屋市（港区 - 熱田区）

### 交差する道路
名古屋市港区
- 江川線（名古屋市道江川線）：ガーデン埠頭交差点 - 築地口交差点で重複（※同区間は通称「江川線」）
- 愛知県道227号港中川線 ：築地口交差点
- 金城ふ頭線（名古屋市道金城埠頭線）：築地口交差点
- 環状線（名古屋市道名古屋環状線）：築地口東交差点 - 築地口交差点で重複
- 国道23号（名四国道）：港陽インターチェンジ・築地口インターチェンジ
- 東海通（名古屋市道東海橋線）：千年交差点

名古屋市熱田区
- 国道1号 ：白鳥橋西交差点